# 映画 山田孝之3D
『映画 山田孝之3D』（えいが やまだ たかゆき スリーディー）はテレビ東京系のドキュメンタリードラマ『山田孝之のカンヌ映画祭』をきっかけに生まれた映画。言葉と映像を通して「山田孝之」を3Dで体感する作品になっているという。

## 出演
- 山田孝之
- 芦田愛菜（友情出演）

## スタッフ
- 監督 - 松江哲明、山下敦弘
- 制作 - テレビ東京、C&Iエンタテインメント
- 配給 - 東宝映像事業部
- 製作・著作 - 2017「映画 山田孝之」製作委員会